# Сату-Мік (Сату-Маре)
Сату-Мік (рум. Satu Mic) — село у повіті Сату-Маре в Румунії. Входить до складу комуни Крайдоролц.
Село розташоване на відстані 436 км на північний захід від Бухареста, 27 км на південний захід від Сату-Маре, 111 км на північний захід від Клуж-Напоки.

## Населення
За даними перепису населення 2002 року у селі проживали 223 особи.
Національний склад населення села:
| Національність | Кількість осіб | Відсоток |
| -------------- | -------------- | -------- |
| румуни         | 171            | 76,7%    |
| цигани         | 37             | 16,6%    |
| українці       | 11             | 4,9%     |

Рідною мовою назвали:
| Мова       | Кількість осіб | Відсоток |
| ---------- | -------------- | -------- |
| румунська  | 179            | 80,3%    |
| угорська   | 33             | 14,8%    |
| українська | 11             | 4,9%     |